# 부기우기 (댄스스포츠)
부기우기(Boogie-woogie)는 부기우기 음악과 연관지어 스윙댄스로 경기를 겨루는 댄스스포츠의 세부 종목이다.

## 참고 문헌
- 메디컬코리아 편집부 (2011년 9월 5일). 〈부기우기〉. 《댄스스포츠사전》. 메디컬코리아.

## 같이 보기
- 댄스스포츠
- 세계 로큰롤 연맹